# Текст на песен
Текстът на песен (на английски: lyrics) са думи, които съставят една песен и обикновено се състои от стихове и припеви. Авторът на текста се нарича лирик. Думите на удължена музикална композиция, като опера обаче, обикновено са известни като либрето, а техният автор се нарича либретист. Някои текстове са абстрактни, почти неразбираеми, и в такива случаи те подчертават форма, артикулация и симетрия на изразяване. Рапърите също могат да създават текстове с различни рими или думи, чрез които създават и разказват история или песен.
От края на 2014 г., Google промени своите страници с резултати от търсенето да включват текстове за песни. Когато потребителите търсят по име на песен, Google може да покаже текста директно в страницата с резултати от търсенето. За да покаже текста директно, в повечето случаи Google използва Google Play.